# IHeartRadio Music Awards de 2025
O iHeartRadio Music Awards de 2025 foi realizado no Teatro Dolby, em Los Angeles, Califórnia, nos Estados Unidos, em 17 de março de 2025, e teve LL Cool J como apresentador. 
A premiação, transmitida pela Fox, homenageou os artistas e canções mais reproduzidas nas estações de rádio e no aplicativo do iHeartRadio ao longo de ano de 2024. A cerimônia foi transmitida na Fox.
Na cerimônia, Mariah Carey foi homenageada com o Prêmio Ícone por sua "incrível e influente carreira como cantora, compositora e produtora, que quebrou praticamente todos os recordes de paradas e turnês ao redor do mundo". 
Lady Gaga foi homenageada com o Prêmio Inovador por ser uma "artista inovadora dos dias modernos", que foi "além de criar música e performances que inspiraram o mundo, e uma ativista, filantropa e apoiadora de muitas questões importantes".
A turnê The Eras Tour, de Taylor Swift, foi homenageada com o prêmio Turnê do Século. Nelly foi homenageada com o Prêmio Marco, que homenageia artistas cujos lançamentos de álbuns inspiraram e moldaram a cultura ao longo de várias décadas. 

## Apresentações
| Artista(s)            | Canção(ões)                                                                               | Apresentado(s) por  |
| --------------------- | ----------------------------------------------------------------------------------------- | ------------------- |
| Billie Eilish Finneas | "Wildflower"                                                                              | —                   |
| Nelly                 | Medley: "Country Grammar (Hot Shit)" "Ride wit Me" (com City Spud) "E.I." "Hot in Herre"  | Ashanti             |
| Gracie Abrams         | "That's So True"                                                                          | Billie Eilish       |
| Muni Long Tori Kelly  | Tributo a Mariah Carey: "We Belong Together" (Muni Long) "Always Be My Baby" (Tori Kelly) | LL Cool J           |
| GloRilla              | "Never Find" (com K Carbon) "Whatchu Kno About Me" (com Sexyy Red)                        | Victoria Monét Feid |
| Kenny Chesney         | "Get Along"                                                                               | Kelsea Ballerini    |
| Taylor Swift          | "Mirrorball"                                                                              | Nikki Glaser        |
| Bad Bunny             | "Eoo"                                                                                     | Offset Becky G      |

Notas
1. ↑  Apresentação pré-gravada na noite de abertura da Eras Tour, no State Farm Stadium, em Glendale, Arizona, em 17 de março de 2023.

## Vencedores e indicados
Os indicados foram anunciados em 22 de janeiro de 2025. Taylor Swift e Morgan Wallen lideraram com 10 indicações cada, seguidos por Kendrick Lamar, Post Malone e Sabrina Carpenter com nove cada. Lady Gaga recebeu o Prêmio Inovador, Mariah Carey recebeu o Prêmio Ícone, e The Eras Tour, de Swift, foi celebrada como o prêmio Turnê do Século.
Os vencedores estão listados em primeiro e destacados em negrito.
| Canção do Ano (apresentado por Scott Caan e Kekoa Kekumano) - "Beautiful Things" – Benson Boone - "A Bar Song (Tipsy)" – Shaboozey - "Agora Hills" – Doja Cat - "Espresso" – Sabrina Carpenter - "Greedy" – Tate McRae - "I Had Some Help" – Post Malone com part. de Morgan Wallen - "Lose Control" – Teddy Swims - "Lovin on Me" – Jack Harlow - "Not Like Us" – Kendrick Lamar - "Too Sweet" – Hozier | Artista do Ano - Taylor Swift - Billie Eilish - Doja Cat - Jelly Roll - Kendrick Lamar - Morgan Wallen - Post Malone - Sabrina Carpenter - SZA - Teddy Swims |
| Melhor Colaboração - "Die with a Smile" – Lady Gaga e Bruno Mars - "Fortnight" – Taylor Swift com part. de Post Malone - "I Had Some Help" – Post Malone com part. de Morgan Wallen - "Like That" – Future, Metro Boomin e Kendrick Lamar - "Miles On It" – Kane Brown e Marshmello | Artista Pop do Ano - - Sabrina Carpenter - Billie Eilish - Chappell Roan - Tate McRae - Taylor Swift |
| Canção Pop do Ano - "Espresso" – Sabrina Carpenter - "Agora Hills" – Doja Cat - "Beautiful Things" – Benson Boone - "Greedy" – Tate McRae - "Too Sweet" – Hozier | Artista Revelação de Pop - - Teddy Swims - Benson Boone - Chappell Roan - Gracie Abrams - Shaboozey |
| Canção Country do Ano - "I Had Some Help" – Post Malone com part. de Morgan Wallen - "A Bar Song (Tipsy)" – Shaboozey - "Cowgirls" – Morgan Wallen com part. de Ernest - "I Am Not Okay" – Jelly Roll - "World on Fire" – Nate Smith | Artista Country do Ano - Jelly Roll - Kane Brown - Lainey Wilson - Luke Combs - Morgan Wallen |
| Artista Revelação de Country - Shaboozey - Ashley Cooke - Dasha - George Birge - Tucker Wetmore | Artista Global do Ano - Tyla - Burna Boy - Central Cee - Tems - YG Marley |
| Canção de Hip-Hop do Ano - "Not Like Us" – Kendrick Lamar - "Like That" – Future, Metro Boomin e Kendrick Lamar - "Lovin on Me" – Jack Harlow - "Rich Baby Daddy" – Drake com part. de Sexyy Red e SZA - "TGIF" – GloRilla | Artista de Hip-Hop do Ano (apresentado por Victoria Monét e Feid) - GloRilla - Drake - Future - Kendrick Lamar - Travis Scott |
| Artista Revelação de Hip-Hop - BossMan Dlow - 310babii - BigXthaPlug - Cash Cobain - Jordan Adetunji | Canção de R&B do Ano - "Made For Me" – Muni Long - "ICU" – Coco Jones - "Sensational" – Chris Brown com part. de Davido e Lojay - "Water" – Tyla - "WY@" – Brent Faiyaz |
| Artista de R&B do Ano (apresentado por Jenny McCarthy e Robin Thicke) - SZA - Chris Brown - Muni Long - Usher - Victoria Monét | Artista Revelação de R&B - 4Batz - Ambré - Inayah - Josh X - Maeta |
| Canção Alternativa do Ano - "Too Sweet" – Hozier - "Dilemma" – Green Day - "Landmines" – Sum 41 - "Neon Pill" – Cage the Elephant - "The Emptiness Machine" – Linkin Park | Artista Alternativo do Ano (apresentado por Joel McHale e Billy Idol) - Green Day - Cage the Elephant - Linkin Park - Sum 41 - Twenty One Pilots |
| Artista Revelação de Alternativo/Rock - Fontaines D.C. - Djo - Good Neighbours - Myles Smith - The Last Dinner Party | Canção de Rock do Ano - "A Symptom of Being Human" – Shinedown - "All My Life" – Falling in Reverse e Jelly Roll - "Dark Matter" – Pearl Jam - "Screaming Suicide" – Metallica - "The Emptiness Machine" – Linkin Park |
| Artista de Rock do Ano - Shinedown - Green Day - Linkin Park - Metallica - Pearl Jam | Canção de Dance do Ano - "360" – Charli xcx - "Chase It (Mmm Da Da Da)" – Bebe Rexha - "I Don't Wanna Wait" – David Guetta e OneRepublic - "Make You Mine" – Madison Beer - "Water" – Tyla e Marshmello |
| Artista de Dance do Ano - David Guetta - Calvin Harris - Dua Lipa - Kylie Minogue - Tiësto | Canção de Pop Latino/Urbana do Ano - "Perro Negro" – Bad Bunny com part. de Feid - "Brickell" – Feid e Yandel - "La Falda" – Myke Towers - "Qlona" – Karol G com part. de Peso Pluma - "Si Antes Te Hubiera Conocido" – Karol G |
| Artista de Pop Latino/Urbano do Ano - Feid - Bad Bunny - Karol G - Myke Towers - Shakira | Artista Revelação de Pop Latino/Urbano - Kapo - Christian Alicea - Cris MJ - Ela Taubert - FloyyMenor |
| Canção Regional Mexicana do Ano - "Alch Si" – Grupo Frontera e Carin León - "El Beneficio De La Duda" – Grupo Firme - "First Love" – Oscar Ortiz e Edgardo Nuñez - "La Diabla" – Xavi - "Tu Perfume" – Banda MS de Sergio Lizárraga | Artista Regional Mexicano do Ano - Peso Pluma - Grupo Frontera - Intocable - Los Ángeles Azules - Xavi |
| Artista Revelação Regional Mexicano - Xavi - Chino Pacas - Iván Cornejo - Luis R. Conriquez - Tito Double P | Canção de K-Pop do Ano - "Who" – Jimin - "Chk Chk Boom" – Stray Kids - "Magnetic" – ILLIT - "Supernova" – aespa - "XO (Only If You Say Yes)" – ENHYPEN |
| Artista de K-Pop do Ano - ATEEZ - aespa - ENHYPEN - Jimin - Lisa | Artista Revelação de K-Pop - ILLIT - BABYMONSTER - BADVILLAIN - NCT WISH - TWS |
| Compositor do Ano - Amy Allen - Josh Coleman - ERNEST - Ashley Gorley - Justin Tranter | Produtor do Ano - Julian Bunetta - Jack Antonoff - Evan Blair - Mustard - Dan Nigro |
| Artista Revelação do Ano (apresentado por Billie Eilish) Gracie Abrams | Álbum do Ano (apresentado por SZA) Hit Me Hard and Soft – Billie Eilish |
| Álbum do Ano (por gênero) \| - Alternativo: Clancy – Twenty One Pilots - Country: F-1 Trillion – Post Malone - Dance: Brat – Charli xcx - Hip-Hop: We Don't Trust You – Future & Metro Boomin - K-Pop: Ate – Stray Kids \| - Mexicano Regional: Éxodo – Peso Pluma - Pop: The Tortured Poets Department – Taylor Swift - Pop Latino/Urbano: Las Mujeres Ya No Lloran – Shakira - R&B: Coming Home – Usher - Rock: From Zero – Linkin Park \| | |
| Melhor Letra - "Fortnight" – Taylor Swift com part. de Post Malone - "Beautiful Things" – Benson Boone - "BIRDS OF A FEATHER" – Billie Eilish - "Espresso" – Sabrina Carpenter - "Exes" – Tate McRae - "Good Luck, Babe!" – Chappell Roan - "I Had Some Help" – Post Malone com part. de Morgan Wallen - "I Love You, I’m Sorry" – Gracie Abrams - "Not Like Us" – Kendrick Lamar - "Saturn" – SZA - "we can’t be friends (wait for your love)" – Ariana Grande - "Who" – Jimin                                                                                   | Favorito na Tela - Taylor Swift \| The Eras Tour (Taylor's Version) (Taylor Swift) - Are You Sure?! (Jimin and Jungkook) - Child Star (Demi Lovato) - Elton John: Never Too Late (Elton John) - Gaga Chromatica Ball (Lady Gaga) - I Am: Céline Dion (Céline Dion) - Lainey Wilson: Bell Bottom Country (Lainey Wilson) - Megan Thee Stallion: In Her Words (Megan Thee Stallion) - Olivia Rodrigo: GUTS World Tour (Olivia Rodrigo) - Pop Star Academy: KATSEYE (KATSEYE) - Road Diary: Bruce Springsteen and the E Street Band (Bruce Springsteen) - Thank You, Goodnight: The Bon Jovi Story (Bon Jovi) |
| Melhor Videoclipe - "Fortnight" – Taylor Swift com part. de Post Malone - "APT." – ROSÉ e Bruno Mars - "Beautiful Things" – Benson Boone - "Die with a Smile" – Lady Gaga e Bruno Mars - "Espresso" – Sabrina Carpenter - "Houdini" – Dua Lipa - "Houdini" –Eminem - "I Had Some Help" – Post Malone com part. de Morgan Wallen - "LUNA" – ATL Jacob X FEID - "Not Like Us" – Kendrick Lamar - "Please Please Please" – Sabrina Carpenter - "Rockstar" – Lisa | Fotógrafo de Turnê Favorito - Alfredo Flores - Sabrina Carpenter - Adam Degross - Post Malone - Baeth - Tate McRae - Christian Tierney - Niall Horan - David Bergman - Luke Combs - Henry Hwu - Billie Eilish - Lucienne Nghiem - Chappell Roan - Miles Leavitt - Olivia Rodrigo - Pooneh Ghana - Noah Kahan - RAYSCORRUPTEDMIND - Travis Scott - Sanjay Parikh - Shinedown - Yasi - Kacey Musgraves |
| Estilo de Turnê Favorito - Taylor Swift – The Eras Tour - Billie Eilish - Hit Me Hard and Soft - Chappell Roan - The Midwest Princess - Charli xcx e Troye Sivan - Sweat - GloRilla e Megan Thee Stallion - Hot Girl Summer Tour - Nicki Minaj - Pink Friday 2 Tour - Olivia Rodrigo - GUTS - Sabrina Carpenter - Short n' Sweet - Tate McRae - Think Later - Usher - Usher: Past Present Future | Tradição de Turnê Favorita - Taylor Swift – Canções surpresa - Benson Boone – Mortais - Chappell Roan – Ensinando a dança de "Hot to Go!" - Charli XCX e Troye Sivan – Menina dançando "Apple" - Morgan Wallen – Canção de entrada - Niall Horan – Pose de "Heaven" - Olivia Rodrigo – Regata do encore - Sabrina Carpenter – Posição de "Juno" - Tate McRae – Covers no soundcheck - Taylor Swift – Chapéu de "22" - Usher – Dando cerejas na boca |
| Convidado Surpresa Favorito - Taylor Swift bringing out Travis Kelce - Charli xcx bringing out Lorde - Coldplay bringing out Selena Gomez - Future & Metro Boomin bringing out Travis Scott - GloRilla & Megan Thee Stallion bringing out Cardi B - Jennifer Hudson bringing out Cher - Kendrick Lamar bringing out Ken & Friends - Luke Combs bringing out the "Twisters" Cast - Morgan Wallen bringing out Travis Kelce & Patrick Mahomes - Niall Horan bringing out Shawn Mendes - Olivia Rodrigo bringing out Chappell Roan - Peso Pluma bringing out Becky G | Desafio de Dança de K-pop Favorito - "GGUM" – Yeonjun (TXT) - "MAESTRO" – Seventeen - "Magnetic" – ILLIT - "Smart" – LE SSERAFIM - "Sticky" – Kiss of Life - "Supernova" – aespa - "Touch" – KATSEYE - "UP" – Aespa - "WORK" – ATEEZ - "XO (Only If You Say Yes)" – ENHYPEN |
| Estreia Favorita na Broadway - Rachel Zegler – Romeo + Juliet - Adam Lambert – Cabaret at the Kit Kat Club - Ariana Madix – Chicago - Barbie Ferreira – Cult of Love - Charli D’Amelio – & Juliet - Grant Gustin – Water for Elephants - Kit Connor – Romeo + Juliet - Lola Tung – Hadestown - Nicole Scherzinger – Sunset Blvd - Robert Downey Jr. – McNeal - Sebastián Yatra – Chicago - Shailene Woodley – Cult of Love | Trilha Sonora Favorita - Wicked - Back to Black - Bad Boys: Ride or Die - Bob Marley: One Love - Challengers - Deadpool & Wolverine - Descendants: The Rise of Red - Emilia Pérez - The Book of Clarence - Twisters |
| Prêmio iHeartRadio Inovador (apresentado por Doechii)Lady Gaga | Prêmio iHeartRadio Ícone (apresentado por LL Cool J) Mariah Carey |
| Prêmio iHeartRadio Marco (apresentado por Ashanti)Nelly | Turnê do Século (apresentado por Nikki Glaser)The Eras Tour – Taylor Swift |
| - Alternativo: Clancy – Twenty One Pilots - Country: F-1 Trillion – Post Malone - Dance: Brat – Charli xcx - Hip-Hop: We Don't Trust You – Future & Metro Boomin - K-Pop: Ate – Stray Kids | - Mexicano Regional: Éxodo – Peso Pluma - Pop: The Tortured Poets Department – Taylor Swift - Pop Latino/Urbano: Las Mujeres Ya No Lloran – Shakira - R&B: Coming Home – Usher - Rock: From Zero – Linkin Park |

Notas
1. ↑  Creditado como Aespa, mas é uma faixa solo interpretada por Karina.